# کینگستون (واشینگتن)
کینگستون (به انگلیسی: Kingston) یک منطقهٔ مسکونی در ایالات متحده آمریکا است که در شهرستان کیتساپ، واشینگتن واقع شده‌است. کینگزتون ۶٫۳ کیلومتر مربع مساحت و ۲٬۰۹۹ نفر جمعیت دارد و ۲۱ متر بالاتر از سطح دریا واقع شده‌است.